# 4-ヒドロキシ安息香酸-1-ヒドロキシラーゼ
4-ヒドロキシ安息香酸-1-ヒドロキシラーゼ（4-hydroxybenzoate 1-hydroxylase）は、安息香酸分解酵素の一つで、次の化学反応を触媒する酸化還元酵素である。
4-ヒドロキシ安息香酸 + NAD(P)H + 2 H+ + O2 {\displaystyle \rightleftharpoons } ヒドロキノン + NAD(P)+ + H2O + CO2
この酵素の基質は4-ヒドロキシ安息香酸とNADH（NADPH）、H+およびO2で、生成物はヒドロキノンとNAD+（NADP+）、H2Oである。補因子としてFADを用いる。
組織名は4-hydroxybenzoate,NAD(P)H:oxygen oxidoreductase (1-hydroxylating, decarboxylating)で、別名に4-hydroxybenzoate 1-monooxygenaseがある。